# كارلوس سيلفيرا دي غراسيا
كارلوس سيلفيرا دي غراسيا (بالبرتغالية: Carlos Silveira da Graça‏) (مواليد 5 يناير 1988)، يشتهر بـكاي، هو لاعب كرة قدم من الرأس الأخضر يلعب حاليًا لصالح نادي أونيفرسيتاتيا كرايوفا الروماني.

## روابط خارجية
- كارلوس سيلفيرا دي غراسيا على موقع قاعدة بيانات كرة القدم.إي يو (الإنجليزية)
- كارلوس سيلفيرا دي غراسيا على موقع ناشيونال فوتبول تيمز (الإنجليزية)
- كارلوس سيلفيرا دي غراسيا على موقع Soccerway.com (الإنجليزية)
- كارلوس سيلفيرا دي غراسيا على موقع AS.com (الإسبانية)
- صفحة اللاعب على سوكرواي